# Troféu Joan Gamper de 2016
O Troféu Joan Gamper de 2016 foi a quinquagésima primeira edição do evento e, como em todas as edições, teve como país-anfitrião a Espanha. A competição foi disputada no dia 10 de agosto, e o adversário do Barcelona foi o Sampdoria da Itália.

## Jogo
| 10 de agosto | Barcelona                   | 3 - 2     | Sampdoria                | Camp Nou, Barcelona          |
| 15:30 UTC−3  | Suárez 16' · Messi 21', 34' | Relatório | 23' Muriel · 77' Budimir | Árbitro: ESP Alfonso Álvarez |

| Barcelona | Sampdoria |

| GK           | 13 | Claudio Bravo         |  | 32'     |
| RB           | 20 | Sergi Roberto         |  | 46'     |
| CB           | 3  | Gerard Piqué          |  | 61'     |
| CB           | 24 | Jérémy Mathieu        |  | 32'     |
| LB           | 19 | Lucas Digne           |  | 61'     |
| CM           | 4  | Ivan Rakitić          |  | 61'     |
| CM           | 5  | Sergio Busquets       |  | 76'     |
| CM           | 8  | Andrés Iniesta (c)    |  | 61'     |
| RW           | 10 | Lionel Messi          |  | 76'     |
| CF           | 9  | Luis Suárez           |  |         |
| LW           | 7  | Arda Turan            |  |         |
| Substitutes: |    |                       |  |         |
| GK           | 1  | Marc-André ter Stegen |  | 61'     |
| GK           | 25 | Jordi Masip           |  | 32' 61' |
| DF           | 2  | Douglas               |  |         |
| DF           | 18 | Jordi Alba            |  |         |
| DF           | 22 | Aleix Vidal           |  | 46'     |
| DF           | 23 | Samuel Umtiti         |  | 61'     |
| MF           | 6  | Denis Suárez          |  | 61'     |
| MF           | 14 | Javier Mascherano     |  | 32'     |
| MF           | 16 | Sergi Samper          |  | 76'     |
| MF           | 21 | André Gomes           |  | 61'     |
| MF           | 26 | Juan Cámara           |  | 61'     |
| FW           | 17 | Munir El Haddadi      |  | 76'     |
| Manager:     |    |                       |  |         |
| Luis Enrique |    |                       |  |         |

| GK              | 2  | Emiliano Viviano         |     | 77'     |
| RB              | 29 | Lorenzo De Silvestri (c) |     | 71'     |
| CB              | 26 | Matías Silvestre         |     |         |
| CB              | 5  | Leandro Castán           |     | 46'     |
| LB              | 19 | Vasco Regini             | 47' |         |
| CM              | 6  | Mirko Eramo              |     | 46'     |
| CM              | 34 | Lucas Torreira           |     | 35'     |
| CM              | 16 | Karol Linetty            |     | 71'     |
| AM              | 14 | Patrik Schick            |     | 46'     |
| CF              | 9  | Luis Muriel              |     | 46'     |
| CF              | 27 | Fabio Quagliarella       |     | 71'     |
| Substitutes:    |    |                          |     |         |
| GK              | 1  | Christian Puggioni       |     | 77'     |
| GK              | 92 | Andrea Tozzo             |     |         |
| DF              | 13 | Pedro Pereira            |     | 71'     |
| DF              | 37 | Milan Škriniar           |     | 46'     |
| MF              | 8  | Édgar Barreto            |     | 46'     |
| MF              | 11 | Ricky Álvarez            |     | 46'     |
| MF              | 17 | Angelo Palombo           |     | 35' 82' |
| MF              | 21 | Luca Cigarini            |     | 71'     |
| MF              | 23 | Filip Đuričić            |     | 71'     |
| MF              | 24 | José Campaña             |     |         |
| MF              | 95 | Dávid Ivan               |     | 82'     |
| FW              | 47 | Ante Budimir             |     | 46'     |
| Manager:        |    |                          |     |         |
| Marco Giampaolo |    |                          |     |         |